# 59-й отдельный гвардейский разведывательный артиллерийский дивизион
59-й отдельный гвардейский армейский разведывательный артиллерийский  дивизион Резерва Главного Командования — воинское формирование Вооружённых Сил СССР, принимавшее участие в Великой Отечественной войне.
Сокращённое наименование — 59-й огв.арадн РГК.

## История
Преобразован из 815-го отдельного разведывательного артиллерийского дивизиона 29 сентября 1943 года года в составе 5-й гв. армии Воронежского фронта.
В действующей армии с 29.09.1943 по 21.05.1944.
В ходе Великой Отечественной войны вёл артиллерийскую разведку в интересах артиллерии соединений  5-й гв. армии и  52-й  армии 2-го Украинского фронта .
21 мая 1944 года в соответствии с приказом НКО СССР от 16 мая 1944 года №0019, директивы заместителя начальника Генерального штаба РККА от 21 мая 1944 г. №ОРГ-2/11 59-й огв. радн обращён на формирование  41 гв. пабр
7-й гв. армии .

## Состав
- Штаб
- Хозяйственная часть
- 1-я батарея звуковой разведки (1-я БЗР)
- 2-я батарея звуковой разведки (2-я БЗР)
- батарея топогеодезической разведки (БТР)
- взвод оптической разведки (ВЗОР)
- фотограмметрический взвод (ФГВ)
- хозяйственный взвод

## Подчинение
| Дата                 | Фронт                | Армия         | Корпус | Дивизия | Бригада | Примечания |
| -------------------- | -------------------- | ------------- | ------ | ------- | ------- | ---------- |
| 29.09.43 -1.03.44г.  | 2-й Украинский фронт | 5-я гв. армия | -      | -       | -       | -          |
| 1.03.44 -20.04.44г   | 2-й Украинский фронт | 52-я армия    | -      | -       | -       | -          |
| 20.04.44-21.05. 44г. | 2-й Украинский фронт | 7-я гв. армия | -      | -       | -       | -          |

## Командование дивизиона
Командир дивизиона
- гв. майор, гв. подполковник Тереховский Андрей Викторович

Начальник штаба дивизиона
- гв. капитан Николаев Евгений Александрович

Заместитель командира дивизиона по политической части
- гв. майор Кузьменок Петр Титович

Помощник начальника штаба дивизиона
Помощник командира дивизиона по снабжению

## Командиры подразделений дивизиона
Командир 1-й БЗР
- гв. капитан Слободянник Василий Петрович

Командир 2-й БЗР
- гв. капитан Тычинин Виктор Сергеевич

Командир БТР
- гв. капитан Карпусь Василий Александрович

Командир ВЗОР
- гв. лейтенант Солодовников Сергей Фёдорович
- гв. ст. лейтенант Блиох Фридель Шаломович

Командир ФГВ
- гв. ст. лейтенант Громов Пётр Анисимович

## Награды и почётные наименования
| Награды и наименования        | дата        | за что получена |
| ----------------------------- | ----------- | --- |
| Почётное звание «Гвардейский» | 29.09.43 г. | присвоено приказом Народного комиссара обороны СССР № 289 от 29 сентября 1943 года За проявленную отвагу в боях за Отечество с немецкими захватчиками, за стойкость, мужество, дисциплину и организованность, за героизм личного состава |